# Раздольное (Симферопольский район)
Раздо́льное (до 1948 года Шуну́к; укр. Роздольне, крымскотат. Şonuq, Шонукъ) — упразднённое село в Симферопольском районе Крыма, включённое в состав пгт Гвардейское, сейчас — восточная часть села.

## История
Первое документальное упоминание села встречается в Камеральном Описании Крыма… 1784 года, судя по которому, в последний период Крымского ханства  Шевиук входил в Чоюнчинский кадылык Акмечетского каймаканства. После присоединения Крыма к России (8) 19 апреля 1783 года, (8) 19 февраля 1784 года, именным указом Екатерины II сенату, на территории бывшего Крымского Ханства была образована Таврическая область и деревня была приписана к Симферопольскому уезду. После Павловских реформ, с 1796 по 1802 год, входила в Акмечетский уезд Новороссийской губернии. По новому административному делению, после создания 8 (20) октября 1802 года Таврической губернии, Шонук был включён в состав Кадыкойской волости Симферопольского уезда.
По Ведомости о всех селениях в Симферопольском уезде состоящих с показанием в которой волости сколько числом дворов и душ… от 9 октября 1805 года в деревне Шопук числилось 22 двора и 103 жителя, исключительно крымских татар. На военно-топографической карте 1817 года обозначен Шонук с 24 дворами. После реформы волостного деления 1829 года деревню, согласно «Ведомости о казённых волостях Таврической губернии 1829 года» отнесли к Сарабузской волости. На карте 1836 года в деревне 10 дворов. Видимо, вследствие эмиграции крымских татар в Турцию, деревня заметно опустела и на карте 1842 года Шонук обозначен условным знаком «малая деревня», то есть, менее 5 дворов.
В 1860-х годах, после земской реформы Александра II, деревню приписали к Сарабузской волости. Согласно «Памятной книжке Таврической губернии за 1867 год», деревня была покинута, в результате эмиграции крымских татар, особенно массовой после Крымской войны 1853—1856 годов, в Турцию и лежала в развалинах. В «Списке населённых мест… 1864 года» деревня уже не записана, а на трёхверстовой карте 1865—1876 года в деревне Шонух обозначено уже 6 дворов. В «Памятной книге Таврической губернии 1889 года» по результатам Х ревизии 1887 года записан, как ещё не причисленный к Сарабузской волости, Шонух с 10 дворами и 63 жителями — так записывались новосозданные поселения. Согласно энциклопедическому словарю Немцы России, немецкое лютеранское поселение было основано на 600 десятинах собственной земли выходцами из беловежских колоний в 1861 году.
В результате земской реформы 1890-х годов, Шунук отнесли к Подгородне-Петровской волости. В 1899 году в селении действовал кирпично-черепичный завод, принадлежавший дворянину Михаилу Львовичу Ботенко. По «…Памятной книжке Таврической губернии на 1902 год» в деревне Шунук, входившей в Сарабузское сельское общество, числилось 64 жителя в 6 домохозяйствах. В Статистическом справочнике Таврической губернии 1915 года деревня числится в Подгородне-Петровской волости Симферопольского уезда. Согласно списку 1915 года «…русских подданных из австрийских, венгерских или германских выходцев» землевладельцев, опубликованном в газете «Таврические губернские ведомости» в апреле 1915 года, в деревне Шунук выделялась семья Реймхен: отец Генрих Генрихович владел 125 десятинами пахотной и 2 десятинами усадебной земли; его сыновья Георг Генрихович имел 212 десятин пахотной и 2 десятины усадебной; Филипп Генрихович — 218 десятин 680 кв. саж. пахотной и владевл 2-мя усадебными наделами: в 2 десятины и в 1 десятину 390 кв. саж. Жена одного из Реймхенов Екатерина Фридриховна, имевла 9 десятин, 1720 квадратных саженей пахотной земли. Также перечисленны поселяне, владеющие участками земли под усадьбы Бизе Мартын Мартынович — площадью 1091 квадратная сажень , Биркле Готлиб Якубович — 293 кв. саж., Григер Павел Генрихович — 680 кв. саж., Классен Абрам Яковлевич — 900 кв. саж., Классен Герман Яковлевич — 900 кв. саж. и Реймхен Филипп Генрихович — 1 десятина 390 кв. саж., Фольман Иоганн Филиппович — 233 кв. саж..
В начале декабря 1920 года был создан Шунукский сельревком, которому подчинялись село Спат и поселок Спат. В январе 1921 года, по постановлению Крымревкома от 8 января 1921 года была упразднена волостная система и в составе Симферопольского уезда создан Сарабузский район с центром в селе Спат, в августе того же года образован Шунукский сельсовет. На тот год в селе было 132 двора и 593 жителя. В 1924 году Сарабузский район был ликвидирован и включен в состав Симферопольского. В 1922 году уезды получили название округов. 11 октября 1923 года, согласно постановлению ВЦИК, в административное деление Крымской АССР были внесены изменения, в результате которых был ликвидирован Сарабузский район и образован Симферопольский и село включили в его состав. Согласно Списку населённых пунктов Крымской АССР по Всесоюзной переписи 17 декабря 1926 года, в селе Шунук, центре упразднённого к 1940 году Шунукского сельсовета Симферопольского района, числилось 152 двора, из них 95 крестьянских, население составляло 673 человека. В национальном отношении учтено: 427 русских, 136 немцев, 64 украинца, 27 армян, 5 евреев, 3 чеха, 2 болгарина, 9 записаны в графе «прочие», действовала русская школа. Вскоре после начала Великой Отечественной войны, 18 августа 1941 года крымские немцы были выселены, сначала в Ставропольский край, а затем в Сибирь и северный Казахстан.
В 1944 году, после освобождения Крыма от фашистов, 12 августа 1944 года было принято постановление № ГОКО-6372с «О переселении колхозников в районы Крыма» и в сентябре 1944 года в район приехали первые новосёлы (214 семей) из Винницкой области, а в начале 1950-х годов последовала вторая волна переселенцев из различных областей Украины. С 25 июня 1946 года Шонук в составе Крымской области РСФСР. Указом Президиума Верховного Совета РСФСР от 18 мая 1948 года, Шунук переименовали в Раздельное (так в указе). 26 апреля 1954 года Крымская область была передана из состава РСФСР в состав УССР. 25 мая 1957 года постановлением облисполкома село Раздельное объединено с Гвардейским.

### Динамика численности населения
| - 1805 год — 103 чел. - 1889 год — 63 чел. - 1902 год — 64 чел. | - 1921 год — 593 чел. - 1926 год — 673 чел. - 1931 год — 684 чел. |